# Brama Oliwska

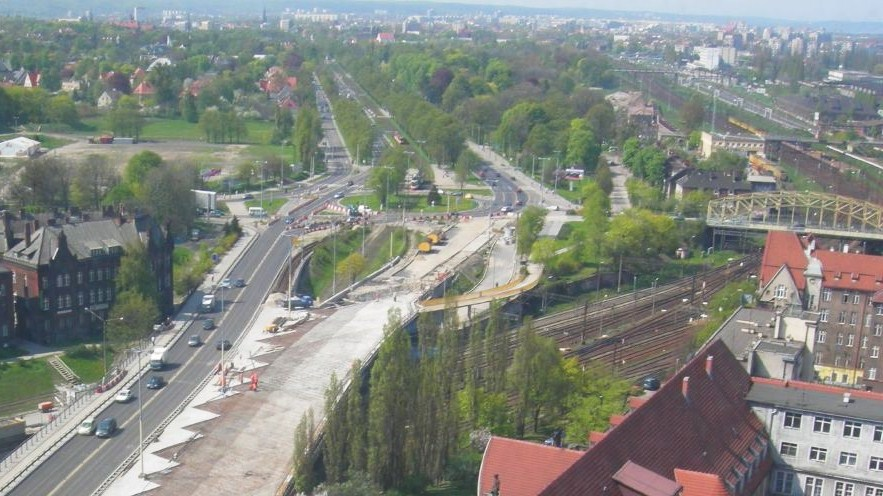
Brama Oliwska (rondo w środku), po lewej Plac Zebrań Ludowych, po prawej Żółty Wiadukt, na pierwszym planie Błędnik – widok w kierunku północnym, 2006

Brama Oliwska (niem. Olivaer Tor, Oliver Thor) – niewielka część Gdańska leżąca w bezpośrednim sąsiedztwie Starego Miasta, na granicy dzielnic administracyjnych Śródmieście i Aniołki, obszar po byłej bramie miejskiej.

## Brama miejska
Pierwsza brama miejska w tym miejscu powstała w 1656 r. i miała formę drewnianej furty w obwałowaniach miasta, wyposażona była w most zwodzony nad fosą. W pierwszej połowie XVIII w. powstała brama murowana. Na początku I wojny światowej brama została wzmocniona żelbetowymi schronami bojowymi. Zostały one rozebrane po roku 1920 wraz z całością bramy z powodu demilitaryzacji Wolnego Miasta Gdańsk, wymuszonego przez Traktat wersalski

## Funkcja komunikacyjna

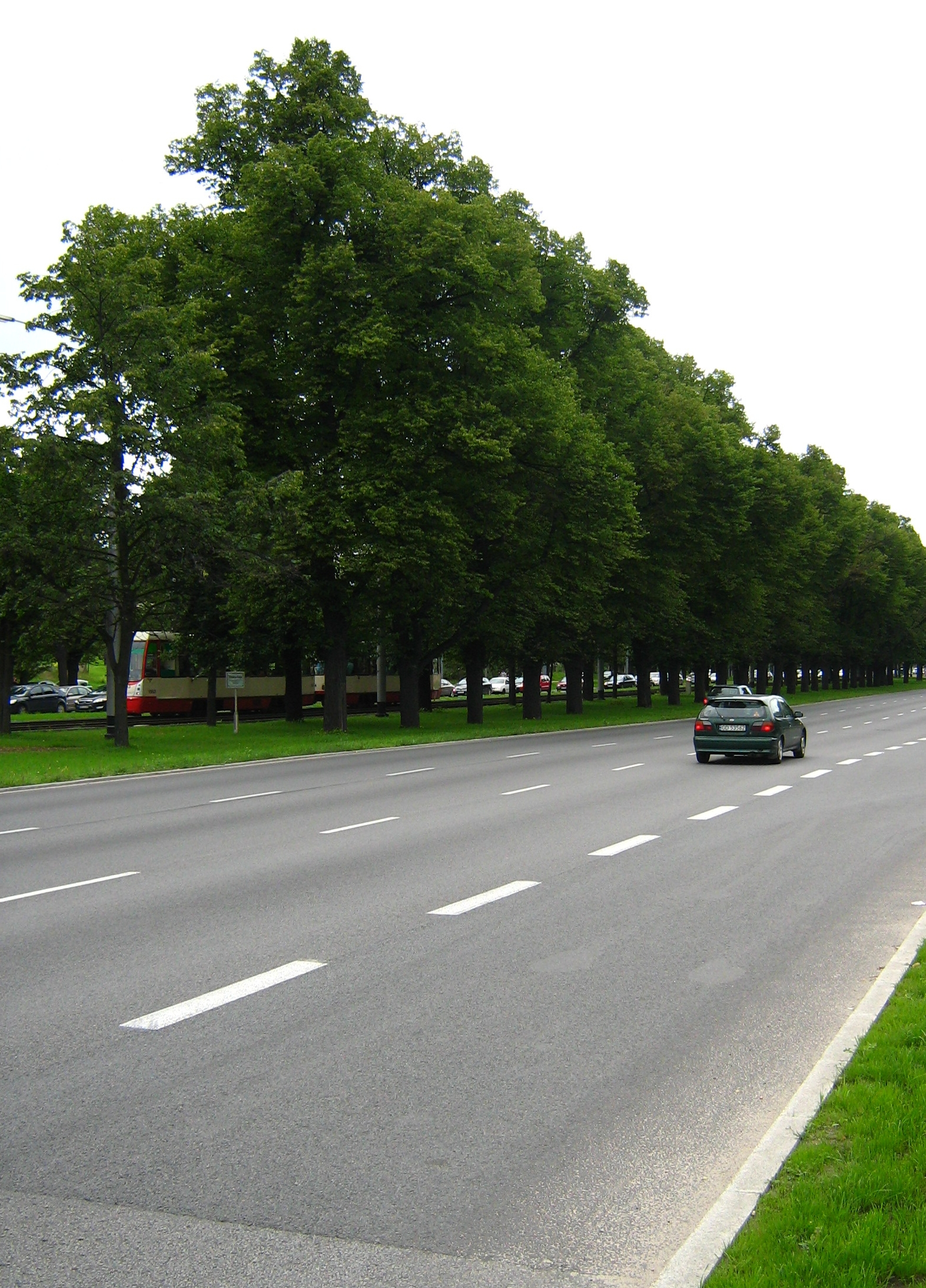
Początek Wielkiej Alei przy Bramie Oliwskiej

Istniejąca tu brama miejska była jedyną bramą prowadzącą bezpośrednio w kierunku Oliwy. Brama Oliwska jest punktem początkowym historycznej Wielkiej Alei, w którym ta łączy się z wiaduktem Błędnik, ul. 3 Maja oraz wiaduktami (Żółty Wiadukt z około 1910, prowadzący niegdyś do ul. Jana z Kolna oraz nowy w kolorze białym, wiodący w kierunku ulicy Nowej Wałowej i zrealizowany w latach 2013–2014) nad m.in. linią kolejową nr 202 i linią kolejową nr 250.

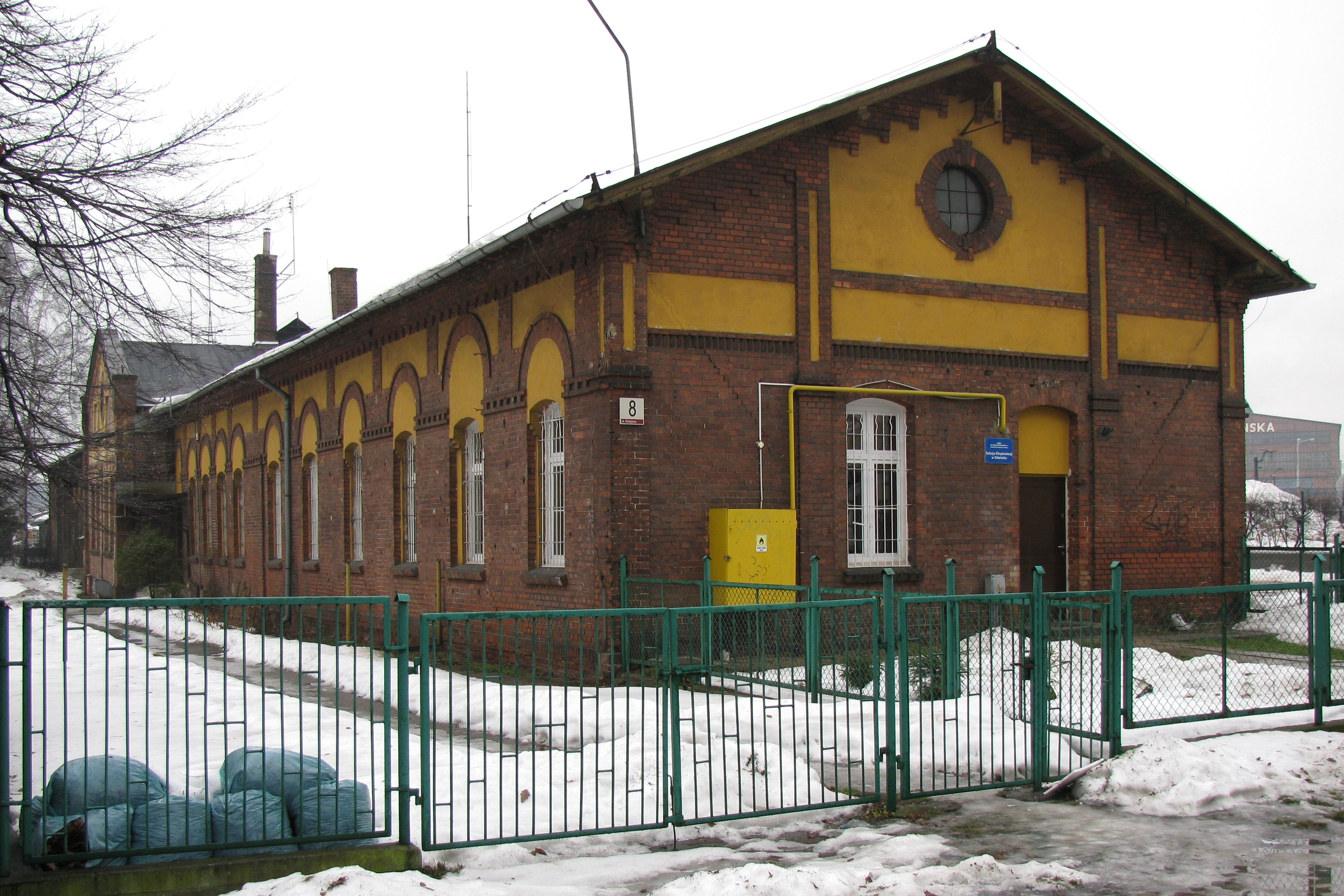
Pozostałości dworca Brama Oliwska

Jest to obecnie węzeł komunikacyjny drogowy, jest także węzłem gdańskiej sieci tramwajowej – schodzą się tu dwie linie okalające centrum miasta oraz Dworzec Główny PKP. Nazwę Brama Oliwska nosi znajdujący się w tym miejscu przystanek tramwajowy.
W okolicy Bramy Oliwskiej znajdował się niegdyś także dworzec czołowy Dworzec Brama Oliwska (Am Olivaer Tor), który był stacją końcową doprowadzonej tu w roku 1870 linii kolejowej ze Szczecina, przez Koszalin i Słupsk. Po rozebraniu miejskich fortyfikacji i zbudowaniu Dworca Głównego, stacja została przekształcona na stację towarową. Obecnie kilkaset metrów dalej w stronę Wrzeszcza znajduje się przystanek trójmiejskiej SKM Gdańsk Stocznia.

## Tło historyczne

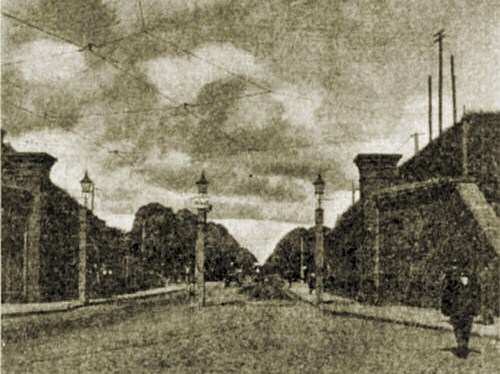
Brama Oliwska – widok w kierunku północnym, ok. 1895

Znajdujący się między Wielką Aleją a ulicami Giełguda oraz 3 Maja plac Zebrań Ludowych był w okresie peerelowskim miejscem zbiórek zarządzanych przez ówczesną nomenklaturę, pochodów pierwszomajowych, jak również miejscem sezonowych lunaparków.
W okresie stanu wojennego Brama Oliwska była miejscem starć ulicznych demonstrantów prosolidarnościowych z formacjami MO i ZOMO.

## Współczesność

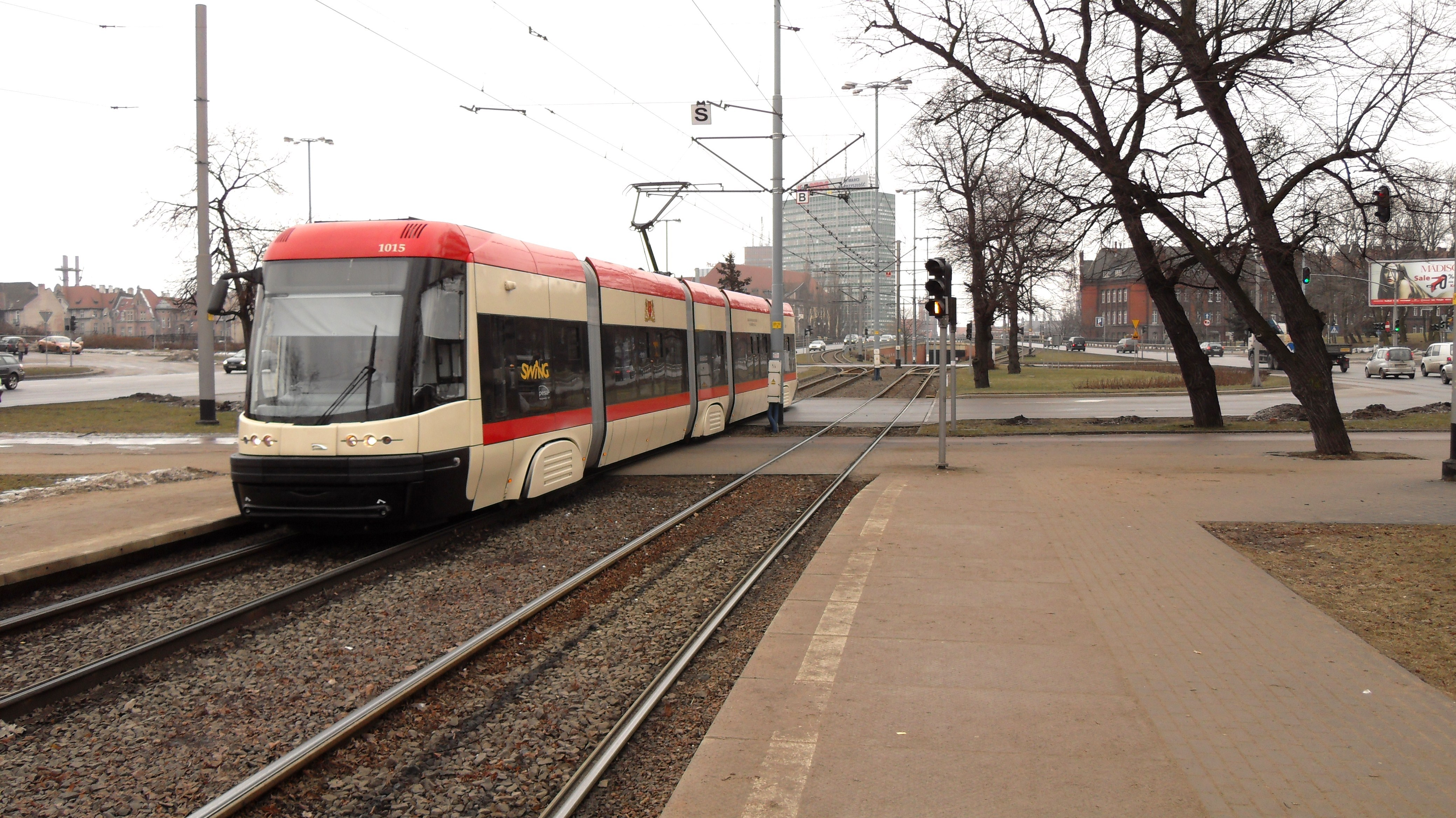
Brama Oliwska (widok w kierunku południowym) i tramwaj Pesa 120Na, w tle Zieleniak, 2011

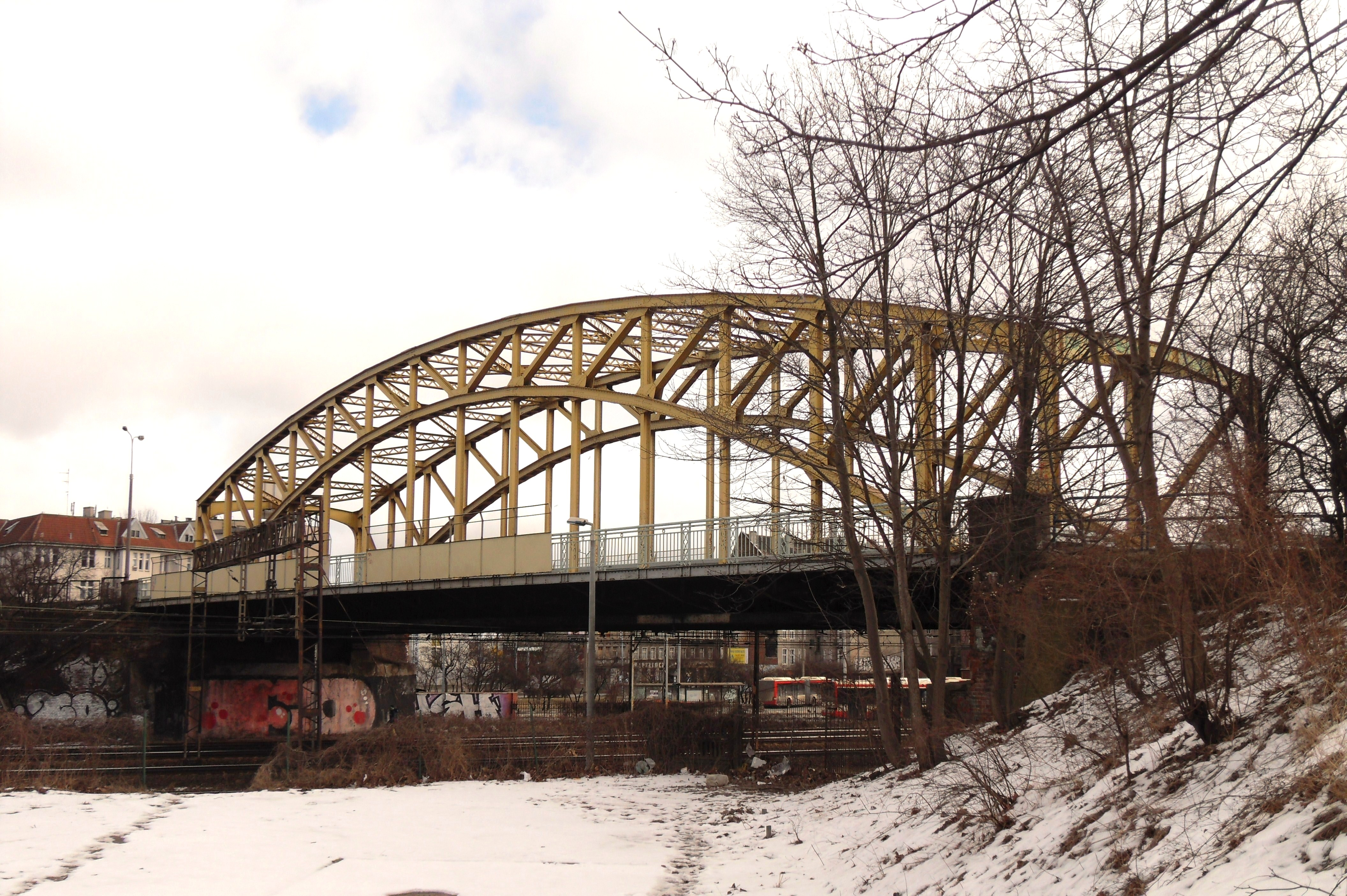
„Żółty” wiadukt nad torami kolejowymi

Plac Zebrań Ludowych przy Bramie Oliwskiej jest obecnie miejscem festynów i cyklicznych imprez (Muzyczne Lato – letni cykl koncertów muzyki rockowej i popowej). W czerwcu 2012 roku znajdowała się tu strefa kibica Euro 2012.
Teren placu, zgodnie z planem zagospodarowania, może zostać przekształcony na teren obsługi transportu drogowego i zabudowy usługowej.